# Yanling, Xuchang
Yanling, tidigare känd som Yenling, är ett härad som lyder under Xuchangs stad på prefekturnivå i Henan-provinsen i norra Kina.